# Trichoclea antica
Trichoclea antica är en fjärilsart som beskrevs av Smith 1891. Trichoclea antica ingår i släktet Trichoclea och familjen nattflyn. Inga underarter finns listade i Catalogue of Life.